# Micro Cuatro Tercios

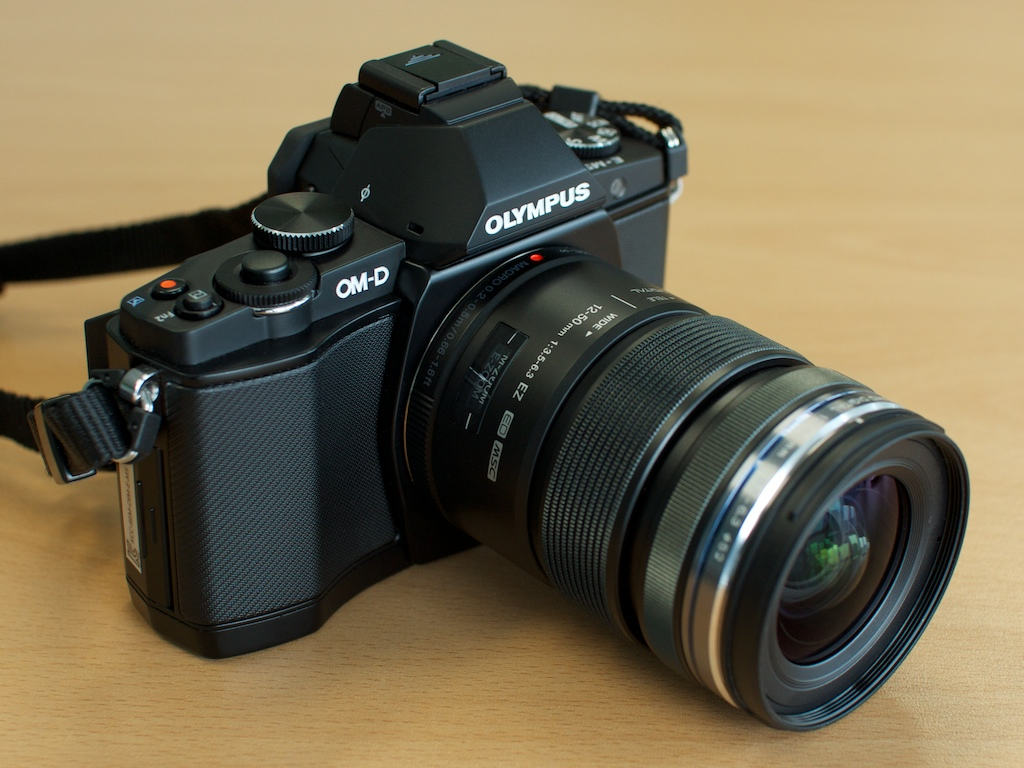
Olympus OM-D E-M5, es un modelo con montura Micro Cuatro Tercios

Micro Cuatro Tercios es un sistema de cámaras sin espejo de objetivos intercambiables concebido por Panasonic y Olympus y presentado en agosto de 2008. Aunque se mantienen algunas de las especificaciones básicas del estándar Cuatro Tercios, como el tamaño del sensor de 18 × 13,5 milímetros, la clave del sistema es la eliminación del espejo réflex utilizado por las cámaras SLR.
Si bien la principal ventaja es la reducción del tamaño del cuerpo de la cámara (puesto que la distancia de registro -o distancia del sensor al objetivo- se reduce en un 50%) y los objetivos, la eliminación del espejo también conlleva la desaparición del visor réflex y el sistema de enfoque por detección de fases usado por las SLR.
A diferencia de la bayoneta Cuatro Tercios original, la montura Micro Cuatro Tercios reduce su diámetro en 6 milímetros y añade dos contactos electrónicos más, pasando de 9 a 11 contactos. Para usar objetivos Cuatro Tercios sobre esta montura, es necesario un adaptador, mientras que la operación inversa no es viable.
Estos cambios llevan a tener una calidad de imagen comparable a las de las cámaras réflex de formato APS-C, en especial en buenas condiciones de luz y en sensibilidades ISO bajas. Sin embargo, la ausencia de visor óptico dificulta la composición "al vuelo", y el uso de visores electrónicos incrementa el consumo de batería, todo esto como común denominador entre todas las cámaras sin espejo de objetivos intercambiables (conocidas como MILC o EVIL). Los modernos visores electrónicos presentan no obstante ventajas sobre los ópticos como la previsualización de la exposición y la superposición en tiempo real de información adicional (histograma, avisos de zonas quemadas o subexpuestas,...).
La Panasonic Lumix DMC-G1, presentada en septiembre de 2008, es la primera cámara basada en esta norma.